# Ана Йованович
Ана Йованович (нар. 28 грудня 1984) — колишня сербська тенісистка.
Найвищу одиночну позицію світового рейтингу — 216 місце досягла 22 червня 2009, парну — 285 місце — 10 травня 2010 року.
Здобула 9 одиночних та 1 парний титул.
Завершила кар'єру 2011 року.

## Фінали ITF

### Одиночний розряд: 18 (9–8)
| Легенда          |
| ---------------- |
| турніри $100,000 |
| турніри $75,000  |
| турніри $50,000  |
| турніри $25,000  |
| турніри $10,000  |

| Фінали за покриттям |
| ------------------- |
| Тверде (1–0)        |
| Ґрунт (8–7)         |
| Трава (0–0)         |
| Килим (0–1)         |

| Результат | Ранг | Дата              | Турнір                                | Покриття  | Суперниця                 | Рахунок             |
| --------- | ---- | ----------------- | ------------------------------------- | --------- | ------------------------- | ------------------- |
| Перемога  | 1.   | 13 жовтня 2002    | ITF Аїн Сохна, Єгипет                 | Ґрунт     | Аурелія Місевічуйте       | 6–4, 6–1            |
| Перемога  | 2.   | 27 жовтня 2002    | ITF Al Ель-Мансура, Єгипет            | Ґрунт     | Ема Янашкова              | 4–6, 6–3, 6–2       |
| Перемога  | 3.   | 4 липня 2004      | ITF Бібіоне, Італія                   | Ґрунт     | Забріна Йольк             | 6–3, 6–3            |
| Поразка   | 1.   | 27 березня 2005   | ITF Рим, Італія                       | Ґрунт     | Роміна Опранді            | 4–6, 6–7(4)         |
| Поразка   | 2.   | 24 липня 2005     | ITF Палич, Сербія and Чорногорія      | Ґрунт     | Миляна Аданко             | 5–7, 1–6            |
| NP        |      | 30 квітня 2006    | ITF Герцег Новий, Сербія і Чорногорія | Ґрунт     | Зориця Петров             | canc.               |
| Перемога  | 4.   | 14 травня 2006    | ITF Мостар, Боснія і Герцеговина      | Ґрунт     | Ані Міячика               | 6–2, 6–4            |
| Перемога  | 5.   | 25 березня 2007   | ITF Афіни, Греція                     | Тверде    | Неуза Сілва               | 6–3, 4–6, 6–3       |
| Перемога  | 6.   | 24 червня 2007    | ITF Сараєво, Боснія і Герцеговина     | Ґрунт     | Давінія Лоббінґер         | 6–4, 6–4            |
| Перемога  | 7.   | 5 серпня 2007     | ITF Бад-Заульгау, Німеччина           | Ґрунт     | Катрін Верле-Шеллер       | 7–5, 4–6, 7–5       |
| Поразка   | 3.   | 7 червня 2009     | ITF Сараєво, Боснія і Герцеговина     | Ґрунт     | Івана Лісяк               | 0–6, 6–7(10)        |
| Поразка   | 4.   | 2 серпня 2009     | ITF Бад-Заульгау, Німеччина           | Ґрунт     | Андреа Сестіні Главачкова | 4–6, 4–6            |
| Поразка   | 5.   | 22 листопада 2009 | ITF Ополе, Польща                     | Килим (i) | Сандра Заглавова          | 0–6, 2–6            |
| Поразка   | 6.   | 30 травня 2010    | ITF Градо, Італія                     | Ґрунт     | Анна Татішвілі            | 7–6(3), 3–6, 4–6    |
| Перемога  | 8.   | 26 вересня 2010   | ITF Новий Сад, Сербія                 | Ґрунт     | Інгрід Раду               | 6–2, 6–3            |
| Поразка   | 7.   | 5 грудня 2010     | ITF Аїн Сохна, Єгипет                 | Ґрунт     | Шанель Сіммондс           | 4–6, 7–6(5), 6–7(6) |
| Поразка   | 8.   | 12 грудня 2010    | ITF Аїн Сохна, Єгипет                 | Ґрунт     | Софія Ковалець            | 0–6, 2–6            |
| Перемога  | 9.   | 26 червня 2011    | ITF Ниш, Сербія                       | Ґрунт     | Вів'єн Югашова            | 6–3, 7–6(4)         |

### Парний розряд: 4 (1–3)
| Результат | Ранг | Дата            | Турнір                      | Покриття  | Партнерка      | Суперниці                      | Рахунок       |
| --------- | ---- | --------------- | --------------------------- | --------- | -------------- | ------------------------------ | ------------- |
| Поразка   | 1.   | 1 червня 2003   | ITF Кампобассо, Італія      | Ґрунт     | Вишня Вулетич  | Ліенн Бейкер Катерина Кожокіна | 1–6, 1–6      |
| Поразка   | 2.   | 25 серпня 2007  | ITF Марибор, Словенія       | Ґрунт     | Лаура Зігемунд | Дарія Юрак Міхаела Паштікова   | 6–1, 4–6, 1–6 |
| Перемога  | 1.   | 22 вересня 2009 | ITF Ополе, Польща           | Килим (i) | Юстіна Озга    | Людмила Кіченок Надія Кіченок  | 6–4, 6–4      |
| Поразка   | 3.   | 26 липня 2010   | ITF Бад-Заульгау, Німеччина | Ґрунт     | Анна Цая       | Елісе Тамаела Скарлетт Вернер  | 4–6, 6–1, 5–7 |

## Участь у Кубку Федерації

### Одиночний розряд (3–2)
| Розіграш                         | Раунд | Дата     | Супротивник | Покриття   | Суперниця                  | Результат | Рахунок          |
| -------------------------------- | ----- | -------- | ----------- | ---------- | -------------------------- | --------- | ---------------- |
| 2005 зона Європа/Африка, група I | RR    | 20–04–05 | Данія       | Ґрунт      | Каролін Возняцкі           | Перемога  | 4–6, 7–6(5), 6–4 |
| Світова група II 2007            | PO    | 14–07–07 | Словаччина  | Тверде (i) | Домініка Цібулкова         | Поразка   | 4–6, 2–6         |
| Світова група II 2008            | PO    | 26–04–08 | Хорватія    | Тверде (i) | Єлена Костанич-Тошич       | Перемога  | 6–4, 7–5         |
| Світова група 2009               | PO    | 26–04–09 | Іспанія     | Ґрунт      | Марія Хосе Мартінес Санчес | Перемога  | 3–6, 6–4, 7–6(0) |
| Світова група II 2011            | ЧФ    | 06–02–11 | Канада      | Тверде (i) | Александра Возняк          | Поразка   | 0–6, 4–6         |

- PO = Плей-оф
- RR = Коловий турнір

### Парний розряд (0–4)
| Розіграш                         | Раунд | Дата     | Партнерка         | Супротивник | Покриття   | Суперниці                                   | Результат | Рахунок        |
| -------------------------------- | ----- | -------- | ----------------- | ----------- | ---------- | ------------------------------------------- | --------- | -------------- |
| Світова група II 2007            | PO    | 15–07–07 | Ана Тимотич       | Словаччина  | Тверде (i) | Жанетта Гусарова Яна Юріцова                | Поразка   | 4–6, 2–6       |
| Зона Європи/Африки 2008, група I | RR    | 31–01–08 | Теодора Мирчич    | Польща      | Килим (i)  | Клаудія Янс-Ігначик Аліція Росольська       | Поразка   | 3–6, 2–6       |
| Світова група II 2008            | PO    | 27–04–08 | Теодора Мирчич    | Хорватія    | Тверде (i) | Єлена Костанич-Тошич Ана Врлич              | Поразка   | 1–4 ret.       |
| Світова група 2009               | ЧФ    | 08–02–09 | Єлена Янкович     | Японія      | Тверде (i) | Фудзівара Ріка Накамура Айко                | Поразка   | 6–3, 5–7, ret. |
| Світова група 2009               | PO    | 26–04–09 | Александра Крунич | Іспанія     | Ґрунт      | Лурдес Домінгес Ліно Нурія Льягостера Вівес | CND       | 2–6, 0–1 canc. |

- CND = Скасовано
- PO = Плей-оф
- RR = Коловий турнір